# Finnország elnökeinek listája
A listában a független Finnország elnökei találhatók.
| Nr. | Kép | Név                                         | Hivatal kezdete        | Hivatal vége       | Párt                                                           |
| --- | --- | ------------------------------------------- | ---------------------- | ------------------ | -------------------------------------------------------------- |
| 1.  |     | Kaarlo Juho Ståhlberg (1865–1952)           | 1919. július 27.       | 1925. március 1.   | Nemzeti Haladáspárt (ED)                                       |
| 2.  |     | Lauri Kristian Relander (1883–1942)         | 1925. március 1.       | 1931. március 1.   | (ML), melyet később Finn Centrumpárt (KESK) névre neveztek át. |
| 3.  |     | Pehr Evind Svinhufvud (1861–1944)           | 1931. március 1.       | 1937. március 1.   | Nemzeti Koalíció (KOK)                                         |
| 4.  |     | Kyösti Kallio (1873–1940)                   | 1937. március 1.       | 1940. december 19. | (ML)                                                           |
| 5.  |     | Risto Ryti (1889–1956)                      | 1940. december 19. (1) | 1944. augusztus 4. | Nemzeti Haladáspárt (ED)                                       |
| 6.  |     | Carl Gustaf Emil von Mannerheim (1867–1951) | 1944. augusztus 4.     | 1946. március 8.   | A finn haderő főparancsnoka / független                        |
| 7.  |     | Juho Kusti Paasikivi (1870–1956)            | 1946. március 8.       | 1956. március 1.   | Nemzeti Koalíció (KOK)                                         |
| 8.  |     | Urho Kekkonen (1900–1986)                   | 1956. március 1.       | 1982. január 27.   | Agrárliga (ML) / Finn Centrumpárt (KESK)                       |
| 9.  |     | Mauno Koivisto (1923–2017)                  | 1982. január 27. (2)   | 1994. március 1.   | Szociáldemokrata Párt (SDP)                                    |
| 10. |     | Martti Ahtisaari (1937–2023)                | 1994. március 1.       | 2000. március 1.   | Szociáldemokrata Párt (SDP)                                    |
| 11. |     | Tarja Halonen (1943–)                       | 2000. március 1.       | 2012. március 1.   | Szociáldemokrata Párt (SDP)                                    |
| 12. |     | Sauli Niinistö (1948–)                      | 2012. március 1.       | 2024. március 1.   | Nemzeti Koalíció (KOK)                                         |
| 13. |     | Alexander Stubb (1968–)                     | 2024. március 1.       | hivatalban         | Nemzeti Koalíció (KOK)                                         |